# Tensor mètric (relativitat general)
En la relativitat general, el tensor mètric (en aquest context sovint abreujat com a simplement mètrica) és l'objecte d'estudi fonamental. Es pot considerar vagament com una generalització del potencial gravitatori de la gravitació newtoniana. La mètrica captura tota l'estructura geomètrica i causal de l'espai-temps, s'utilitza per definir nocions com ara temps, distància, volum, curvatura, angle i separació del futur i del passat.
Aquest article funciona amb una signatura mètrica que és majoritàriament positiva (− + + +); veure convenció de signes. La constant de gravitació {\displaystyle G} es mantindrà explícit. Aquest article utilitza la convenció de suma d'Einstein, on els índexs repetits es sumen automàticament.
Matemàticament, l'espai-temps està representat per una varietat diferenciable de quatre dimensions {\displaystyle M} i el tensor mètric es dona com a tensor simètric covariant, de segon grau {\displaystyle M}, denotada convencionalment per {\displaystyle g}. A més, cal que la mètrica sigui no degenerada amb signatura (− + + +). Una varietat {\displaystyle M} equipat amb aquesta mètrica és un tipus de varietat lorentziana.
Explícitament, el tensor mètric és una forma bilineal simètrica a cada espai tangent de {\displaystyle M} que varia de manera suau (o diferenciable) d'un punt a un altre. Donats dos vectors tangents {\displaystyle u} i {\displaystyle v} en un punt {\displaystyle x} en {\displaystyle M}, la mètrica es pot avaluar {\displaystyle u} i {\displaystyle v} per donar un nombre real:{\displaystyle g_{x}(u,v)=g_{x}(v,u)\in \mathbb {R} .}Aquesta és una generalització del producte escalat de l'espai euclidià ordinari. A diferència de l'espai euclidià – on el producte escalat és definit positiu – la mètrica és indefinida i dona a cada espai tangent l'estructura de l'espai de Minkowski.
La mètrica {\displaystyle g} determina completament la curvatura de l'espai-temps. Segons el teorema fonamental de la geometria riemanniana, hi ha una connexió única ∇ en qualsevol varietat semi-riemanniana que és compatible amb la mètrica i sense torsió. Aquesta connexió s'anomena connexió Levi-Civita.
Una de les idees bàsiques de la relativitat general és que la mètrica (i la geometria associada de l'espai-temps) està determinada pel contingut de matèria i energia de l'espai-temps. Equacions de camp d'Einstein:{\displaystyle R_{\mu \nu }-{\frac {1}{2}}Rg_{\mu \nu }={\frac {8\pi G}{c^{4}}}\,T_{\mu \nu }}on el tensor de curvatura de Ricci{\displaystyle R_{\nu \rho }\ {\stackrel {\mathrm {def} }{=}}\ {R^{\mu }}_{\nu \mu \rho }}i la curvatura escalar{\displaystyle R\ {\stackrel {\mathrm {def} }{=}}\ g^{\mu \nu }R_{\mu \nu }}relaciona la mètrica (i els tensors de curvatura associats) amb el tensor esforç-energia {\displaystyle T_{\mu \nu }}. Aquesta equació tensor és un conjunt complicat d'equacions diferencials parcials no lineals per a les components mètriques. Les solucions exactes de les equacions de camp d'Einstein són molt difícils de trobar.